# Boophis popi
Boophis popi Köhler et al., 2011 è una rana notturna della famiglia Mantellidae, endemica del Madagascar. È caratterizzato dalle sue iridi rosse e da reticolazioni elevate sul dorso. È marrone e grigio, ha arti sottili, ha un richiamo pulsante ed è più grande di rane simili nel suo genere. La specie è stata descritta per la prima volta nel 2011.

## Tassonomia
B. popi è una delle molte specie del genere Boophis. È stato descritto da Jörn Köhler, Frank Glaw, Gonçalo M. Rosa, Philip-Sebastian Gehring, Maciej Pabijan, Franco Andreone e Miguel Vences nell'articolo del 2011 intitolato "Two new bright-eyed treefrogs of the genus Boophis from Madagascar", e prende il nome dalla sciocietà tedesca "pop-interactive GmbH" che ne ha sostenuto la ricerca e la sua conservazione.
Attraverso la genetica molecolare, si è scoperto che è strettamente correlato a Boophis fayi e Boophis boehmei.

## Descrizione
B. popi ha iridi esterne color rosso vivo, iridi interne color beige(con un motivo marrone) circondate da un anello nero, con blu nella periferia dell'iride. La rana è di colore marrone con diverse macchie nere e beige sul suo corpo, e i fianchi hanno segni marroni e gialli. La gola e il petto sono beige e grigi, la pancia è marrone chiaro con macchie marroni. Gli esemplari in cattività tendono ad essere di colore più chiaro. La gola e il petto sono lisci, il ventre è granulare e ha tubercoli bianchi intorno alla cloaca. Le sue braccia sono sottili, quelle inferiori hanno frange e c'è un'appendice dermica appuntita sul gomito. Le dita seguono uno schema di lunghezza 1<2<4<3, con il secondo dito nettamente più corto del quarto. Ha arti posteriori sottili e un'appendice dermica sul tallone. Ha cinque dita, che seguono lo schema di lunghezza 1<2<3=5<4. Le femmine sono di dimensioni maggiori rispetto ai maschi.
Sebbene sembri essere morfologicamente simile alle altre rane di Boophis, ci sono diverse differenze che rendono B. popi una specie diversa. Quest'ultima è più simile a B. axelmeyeri, ma è di dimensioni più piccole e ha un muso appuntito se visto dall'alto. Ha, in genere, un SVL, ovvero lunghezza del muso, più grande di B. boehmei.
Rispetto a B. rufioculis, B. popi ha tubercoli cloacali più piccoli e arti posteriori più corti. B. popi ha distinte reticolazioni elevate sul dorso. È posto nel genere Boophis a causa dell'elemento intercalare tra le sue ultime dita delle mani e dei piedi, dei cuscinetti nupittali, ovvero quella caratteristica sessuale secondaria tipica di alcune rane e salamandre, e dalla mancanza di ghiandole femorali nei maschi.

## Comportamento
B. popi è una raganella notturna ed è attiva sulla vegetazione vicino a corsi d'acqua che scorrono lentamente durante la stagione delle piogge. 
B. popi call contiene due brevi serie di note pulsanti, una con tre note e l'altra con due note. La durata della nota varia da 18 a 29 ms e le pause tra le note vanno da 97 a 120 ms. Il suo tono è simile a B. boehmei e B. quasiboehmei, ma è leggermente più basso come predicono le sue dimensioni corporee più grandi. Tuttavia, i richiami di quelli del gruppo B. goudoti sono molto simili e non sono unici per B. popi in particolare.

## Habitat e distribuzione
B. popi può essere trovata nella foresta pluviale nel Madagascar centrale. La sua popolazione sta diminuendo e le minacce comuni includono lo sviluppo, l'agricoltura intensiva, l'estrazione mineraria, il disboscamento, gli incendi e le specie e malattie invasive.